# Jihulangtu
Jihulangtu (kinesiska: 吉呼郎图, 吉呼郎图苏木) är en socken i Kina. Den ligger i den autonoma regionen Inre Mongoliet, i den norra delen av landet, omkring 220 kilometer norr om regionhuvudstaden Hohhot.
Genomsnittlig årsnederbörd är 303 millimeter. Den regnigaste månaden är juli, med i genomsnitt 83 mm nederbörd, och den torraste är januari, med 1 mm nederbörd.